# Benagues
Benagues település Franciaországban, Ariège megyében. Lakosainak száma 502 fő (2022. január 1.). Benagues Pamiers, Rieux-de-Pelleport, Saint-Bauzeil, Saint-Jean-du-Falga és Varilhes községekkel határos.

## Népesség
A település népességének változása:
| Lakosok száma | 143  | 176  | 285  | 446  | 476  | 492  | 514  | 527  | 529  | 502  |
|               | 1968 | 1982 | 1990 | 2006 | 2013 | 2015 | 2017 | 2019 | 2020 | 2022 |